# 116th Street – Columbia University
116th Street – Columbia University – stacja metra nowojorskiego, na linii 1. Znajduje się w dzielnicy Manhattan, w Nowym Jorku i zlokalizowana jest pomiędzy stacjami 125th Street i Cathedral Parkway – 110th Street. Została otwarta 27 października 1904.